# Rive (hydrographie)
Pour les articles homonymes, voir Rive.

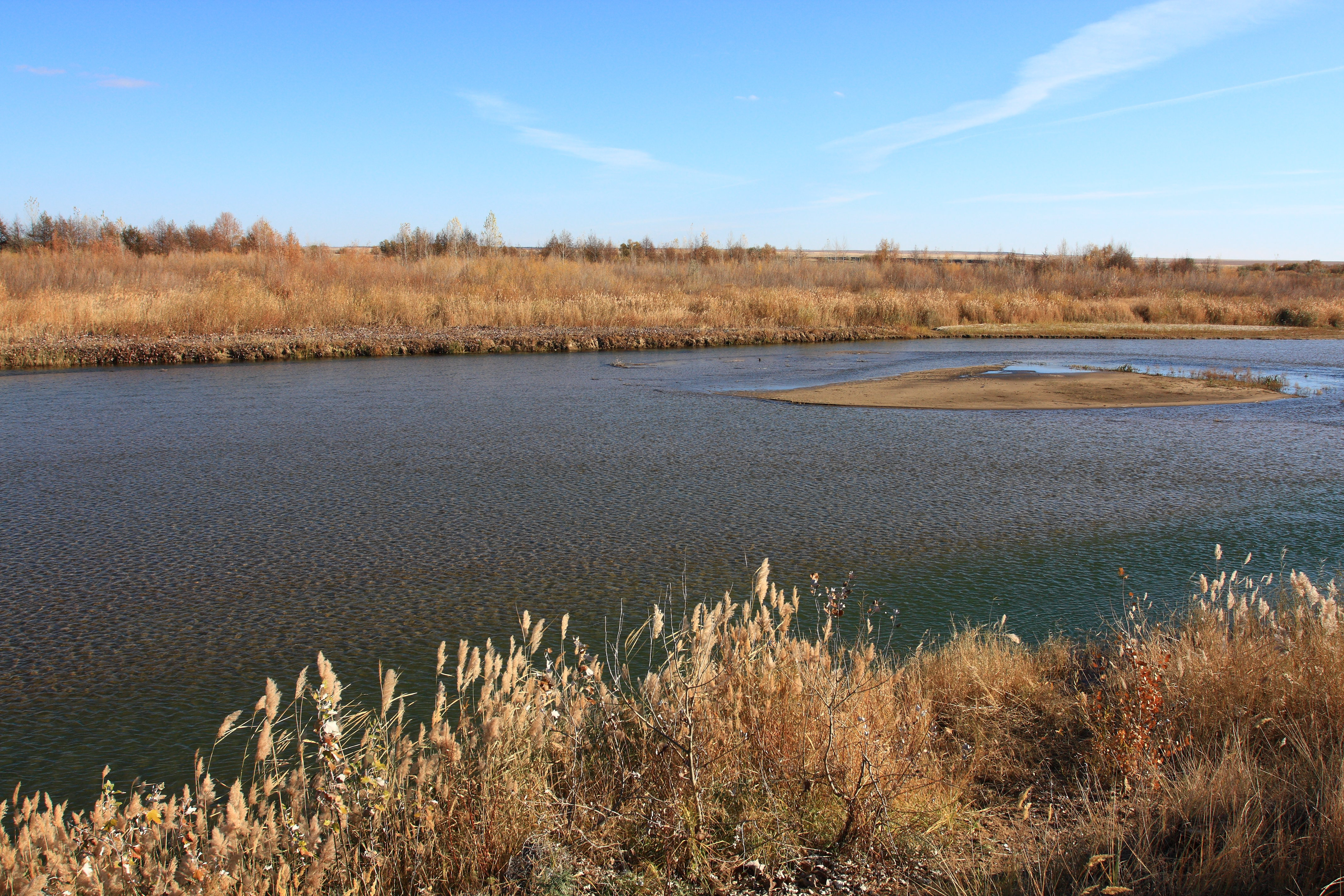
Rives de part et d'autre de la rivière Ilek, Kazakhstan.

La rive qui borde une étendue d'eau douce, (cours d'eau, fleuve, rivière, étang, lac) est :
- la ligne de contact entre l'eau et la terre, jusqu'au sommet de la berge[1] (lorsque celle-ci existe et émerge). Selon la variation de la hauteur d'eau, elle peut s’étaler au-delà transversalement. La rive s'arrête alors le long des plus hautes eaux historiquement connues lors des crues ;
- la bande de terre[2] en bordure, le long de l'étendue d'eau.

Ce qui a trait à la rive est dit « riverain » ou « riparien » (une zone riparienne, une zone riparienne tampon, le droit riparien) ou « ripuaire » (les Francs ripuaires). La ripisylve pousse sur la rive.
La rive gauche d'un cours d'eau se trouve à gauche d'un observateur qui est placé dans le sens de l'écoulement de l'eau, c'est-à-dire depuis l'amont vers l'aval.

La rive droite d'un cours d'eau se trouve à droite d'un observateur qui est placé dans le sens de l'écoulement de l'eau, c'est-à-dire depuis l'amont vers l'aval.
Le trait de côte faisant la jonction entre le continent et l'eau de mer est qualifié de rivage.

## Typologie

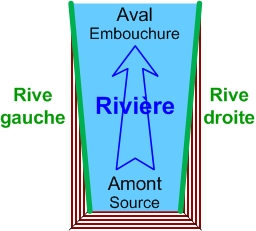
Diagramme de définition de la latéralisation des rives d'une rivière.

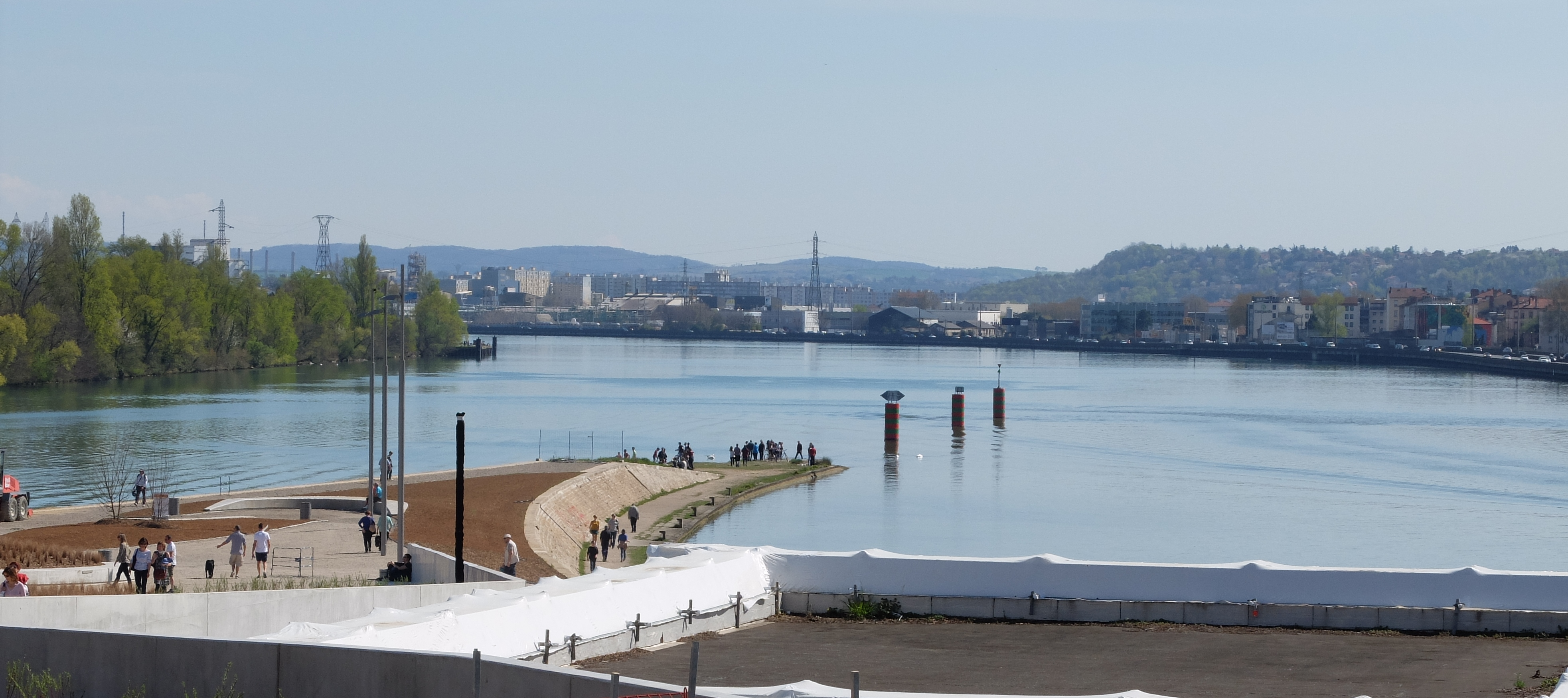
À Lyon, la Saône (située à droite) est un affluent de rive droite du Rhône (situé à gauche)

Pour un cours d'eau, la rive s'oriente dans le sens du courant, l'observateur ayant le dos vers la source et le regard vers l'embouchure : on qualifie ainsi la rive droite et la rive gauche.
Exemple (voir photo) : Lyon se situe à la confluence du fleuve Rhône et de son affluent la Saône. À cet endroit, en regardant vers où s'écoulent les eaux, on voit le Rhône à gauche et la Saône à droite : la Saône est un affluent de rive droite du Rhône. La rive gauche de la Saône s'arrête au contact de la rive droite du Rhône. Cette rive droite du Rhône reprend en continuité à la fin de la rive droite de la Saône.
Pour un lac, un étang, un canal, la rive s'oriente selon les axes géographiques (ex. : rive Nord).
La rive d'un cours d'eau peut aussi se décrire comme :
- concave / convexe (ex. : dans un méandre) ;
- plate / escarpée (selon la topographie);
- amie / ennemie (selon un aspect militaire).

Le terme de rive peut s'étendre pour identifier la bordure de tout type d'écoulement fluide unidirectionnel.

## Droit
En droit romain les rives d'un fleuve ne sont publiques (res publicae) qu'en ce qui concerne leur usage; tout citoyen peut donc se servir de la rive ainsi que des arbres qui s'y trouvent, mais la propriété de la rive et de ces arbres n'appartient pas moins aux riverains. C'est que la rive d'un fleuve n'est pas comme le rivage de la mer (l'estran) un accessoire du cours d'eau, elle constitue une portion de terre indépendante mais dont l'usage est indispensable aux besoins de la navigation.